# 中野順一
中野 順一（なかの じゅんいち、1967年2月21日 -）は日本の推理作家。

## 略歴
静岡県浜松市出身。早稲田大学教育学部卒業。
2003年に『セカンド・サイト』が第20回サントリーミステリー大賞大賞を受賞、デビューする。中央法規出版勤務。

## 作品リスト
- セカンド・サイト（2003年5月 文藝春秋 / 2006年4月 文春文庫）
- クロス・ゲーム（2004年7月 文藝春秋）
- ロンド・カプリチオーソ（2007年11月 東京創元社） - 『セカンド・サイト』の続編
- あがない（2009年3月 徳間文庫）
- 想い火（2010年4月 徳間書店）
  - 【改題】カチョウ 火災原因調査官（2017年11月 徳間文庫）
- 「金太郎伝説」追跡ルート - 警視庁山遭対・梓穂の登山手帳（2014年12月 徳間文庫）

## 映像化作品
- 運命が見える手（2003年11月15日、ABCテレビ、主演：小西真奈美、原作：セカンド・サイト）